# Lisa Randall
Lisa Randall (sinh ngày 18 tháng 6 năm 1962) là một nhà vật lý lý thuyết dây người Mỹ

## Tiểu sử
Lisa Randall sinh ra và lớn lên ở New York. Tốt nghiệp đại học Harvard, bà được nhận ghế giảng dạy tại Đại học Princeton và Học viện kỹ thuật Massachusets, sau đó giảng dạy ngay tại đại học Harvard. Hiện (2007) bà độc thân.
Năm 2007, bà được tạp chí Time bầu chọn vào danh sách 100 nhân vật có tầm ảnh hưởng nhất thế giới, sau khi tác phẩm "Những lối đi bị uốn cong: Hé mở bí mật của các chiều đo vũ trụ còn ẩn giấu" (Warped Passages: Unraveling the Mysteries of the Universe's Hidden Dimensions) được chọn là một trong 100 cuốn sách nổi tiếng nhất năm 2005

## Nghiên cứu khoa học
Lisa Randall tập trung nghiên cứu vật lý lý thuyết năng lượng cao, mô hình chuẩn, vật lý hạt và các lực cơ bản trong mối quan hệ với lý thuyết màng trong không gian nhiều chiều.